# ディック・アレクサンダー
ディック・アレクサンダー（Dick Alexander）は、アメリカ合衆国のレコーディング・エンジニアである。1975年以降170作品以上にクレジットされている。アカデミー録音賞には8回ノミネートされ、2回受賞した。

## 受賞とノミネート
| 賞           | 年   | 部門   | 作品名                            | 結果       |
| ------------ | ---- | ------ | --------------------------------- | ---------- |
| アカデミー賞 | 1976 | 録音賞 | 大統領の陰謀                      | 受賞       |
| アカデミー賞 | 1977 | 録音賞 | ザ・ディープ                      | ノミネート |
| アカデミー賞 | 1982 | 録音賞 | トッツィー                        | ノミネート |
| アカデミー賞 | 1985 | 録音賞 | レディホーク                      | ノミネート |
| アカデミー賞 | 1986 | 録音賞 | ハートブレイク・リッジ 勝利の戦場 | ノミネート |
| アカデミー賞 | 1987 | 録音賞 | リーサル・ウェポン                | ノミネート |
| アカデミー賞 | 1988 | 録音賞 | バード                            | 受賞       |
| アカデミー賞 | 1992 | 録音賞 | 許されざる者                      | ノミネート |